# Баллинамакк

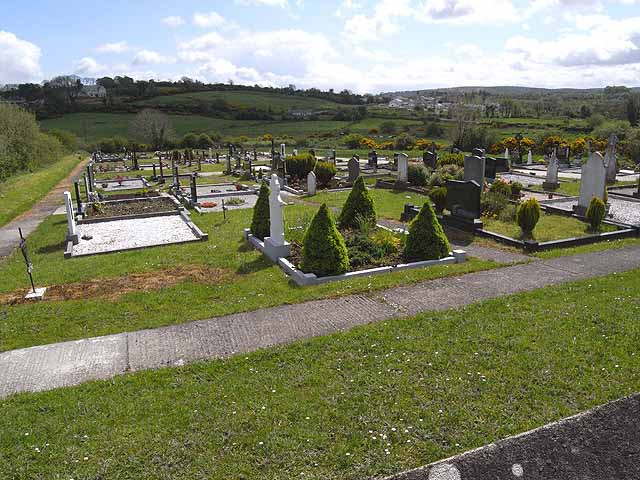
Местное кладбище

Баллинамакк (англ. Ballinamuck; ирл. Béal Átha na Muc, «устье свиного брода») — деревня в Ирландии, находится в графстве Лонгфорд (провинция Ленстер).
8 сентября 1798 года здесь развернулась битва — ирландские повстанцы и поддерживающие их французские интервенты были разбиты британскими войсками. Пленные повстанцы были переведены в Баллинали и там убиты.
Население — 1797 человек (по переписи 2006 года).